# ハセベバクシンオー
ハセベバクシンオー（本名：長谷部 晋作、1969年7月26日 - ）は、日本の小説家、脚本家、元・映画プロデューサー。
2023年より日本シナリオ作家協会の理事長を務める。

## 人物
東京都生まれ、神奈川県川崎市育ち。
父は映画監督・演出家の長谷部安春、姉は女優の長谷部香苗。獨協大学経済学部卒業。東映ビデオ企画制作部勤務を経て外資系レコード店アルバイトを経験。東映時代には『BE-BOP-HIGHSCHOOL』等十数本の作品をプロデュースした。
2003年、「ビッグボーナス」で第2回『このミステリーがすごい!』大賞で優秀賞･読者賞を受賞した。受賞当時はハセノバクシンオーという名だった。ペンネームは、競走馬サクラバクシンオーに由来する。
尊敬する作家は馳星周。特に好きな映画には「ニュー・シネマ・パラダイス」「スティング」等を挙げている。
近年では『長谷部 幕臣王』のペンネームを用いることもあり、その名義で2019年2月にBS朝日・BS朝日4Kで放送された時代劇スペシャル『紀州藩主 徳川吉宗』を手掛けた。

## 作品リスト

### 小説
- ビッグボーナス
- ダブルアップ
- ビッグタイム
- 鑑識・米沢の事件簿〜幻の女房〜
  - テレビ朝日系列のテレビドラマ『相棒』のスピンオフとして2009年に映画化（タイトル『相棒シリーズ 鑑識・米沢守の事件簿』）され、監督を父の長谷部安春が務めた。また、同作が長谷部の遺作となった。
  - 『ビッグコミック増刊』2009年4月17日号（小学館）にてこやす珠世作画で漫画化もされた。
- 歌舞伎町ペットショップボーイズ（「小説推理」にて連載）
- 鑑識・米沢の事件簿2〜知りすぎていた女〜

### 脚本

#### テレビドラマ
- 相棒シリーズ（テレビ朝日）
  - season7
    - 第11話「越境捜査」（2009年）

  - season8
    - 第9話「仮釈放」（2009年）

  - season10
    - 第18話「守るべきもの」（2012年）

  - season11
    - 第5話「ID」（2012年）
    - 第16話「シンデレラの靴」（2013年）
- メイド刑事（テレビ朝日）
  - Mission 5「女帝と呼ばれたミステリー作家のトリックを暴け!」（2009年）
- 警視庁捜査一課9係シリーズ（2010年 - 、テレビ朝日）
  - 新・警視庁捜査一課9係 season2（第5シリーズ）第6話「殺しのルージュ」（2010年）
  - 新・警視庁捜査一課9係 season3（第6シリーズ）第1話「消された女刑事」、第10話「悪魔の連載」（2011年）
  - season7 第2話「殺人陶器」（2012年）
  - season9 第6話「殺しの感謝状」（2014年）
  - season10 第4話「おいしい死体」（2015年）
  - season11 第3話「カラフルな殺人」（2016年）
  - season12 第4話「ねらわれた監察医」（2017年）
- 紀州藩主 徳川吉宗（2019年、BS朝日・BS朝日4K）[2]

#### 劇場映画
- 25 NIJYU-GO（2014年11月1日、東映ビデオ）- 柏原寛司･大川俊道･岡芳郎と共同執筆
- 疾風ロンド（2016年11月26日、東映）- 吉田照幸監督と共同執筆
- 野球部員、演劇の舞台に立つ!（2018年2月24日、京映アーツ）- 鈴木一美・片島章三・山崎太基と共同執筆（ハセベピロウィナー名義）
- アウト＆アウト（2018年11月16日、東映ビデオ）-きうちかずひろ監督と共同執筆

### プロデュース
- DAN-GAN教師（1995年1月6日･東映ビデオ）
- BE-BOP-HIGHSCHOOLシリーズ（東映ビデオ）

### 漫画原作
- RT -リプレイタイム-（漫画：紅林直、スロマガ7、双葉社、2015年 - 2016年、全2巻）単行本は電子書籍のみで発売。